# یک برگ نو
یک برگ نو (انگلیسی: A New Leaf) فیلمی در ژانر کمدی رمانتیک و کمدی-درام به کارگردانی الین می است که در سال ۱۹۷۱ منتشر شد.

## خلاصه فیلم
هنری گراهام یک مشکل بزرگ دارد، او تمام ارثیه خود را از دست رفته دیده و نمی‌تواند کاری بکند. سرپرست دوران کودکی‌اش عمو هنری چیزی به او نداده و او که نمی‌خواهد تنها راه باقیمانده یعنی خودکشی را امتحان کند، با کمک خدمتکار خود نقشه‌ای طراحی می‌کند و...